# Примарна імперія
Примарна імперія (англ. The Phantom Empire) — американський фільм жахів 1988 року.

## Сюжет
Одного разу у дочки професора Чемберса з'являється шанс вийти з тіні свого іменитого батька. А все через те, що в гористій частині Каліфорнії вдається відшукати печерного людожера з намистом з коштовниж каменів на шиї. Захопившись ідеєю відшукати підземне алмазне родовище, дівчина збирає команду авантюристів і відправляється в печери, не підозрюючи, що замість багатства їй належить зіткнутися з дечим набагато менш приємним.

## У ролях
- Росс Хейген — Корт Істман
- Джеффрі Комбс — Ендрю Періш
- Доун Вайлдсміт — Едді Колчайлд
- Роберт Куоррі — професор Строк
- Сьюзен Стоукі — Денай Чемберс
- Расс Темблін — Білл
- Сібіл Деннінг — Королева
- Мішель Бауер — печерний кролик
- Майкл Соні — хлопець
- Вікторія Александр — дівчина
- Даффі — Саймон
- Тоні Лорея — Педро
- робот Роббі — грає самого себе
- Гарі Дж. Левінсон — мутант
- Джон Гонзалес — мутант
- Джон Едмундс — мутант
- Ден Маллой — мутант
- Джеррі Шалл — мутант
- Боб Айві — мутант
- Трішіа Браун — печерна дівчина
- Ніколь Морган — печерна дівчина
- Джулі Кроу — печерна дівчина
- Анджела Пост — печерна дівчина
- Лайат Матіас — печерна дівчина
- Корі Каплан — печерна дівчина
- Меггі Мартін — печерна дівчина
- Вільям Сміт — доктор Чемберс (в титрах не вказаний)